# 4th Fighter Wing
Le 4th Fighter Wing (4th FW, 4e escadre de chasse), est une unité de chasse de l'Air Combat Command de l'United States Air Force basée à Seymour Johnson Air Force Base en Caroline du Nord. Le wing est entièrement équipé de F-15E Strike Eagle. C'est par ailleurs cette unité qui a été la première à être déclarée opérationnelle sur cette version du F-15, et la première à avoir été déployée avec cet avion (lors de l'opération Tempête du désert)

## Unités
- 4th Operations Group :
  - 333d Fighter Squadron sur F-15E
  - 334th Fighter Squadron sur F-15E
  - 335th Fighter Squadron sur F-15E
  - 336th Fighter Squadron sur F-15E
- 4th Maintenance Group
- 4th Mission Support Group
- 4th Medical Group

## Galerie

Des F-86 Sabre du 4th Fighter Interceptor Wing sur la base aérienne de Suwon en juin 1951, pendant la Guerre de Corée.
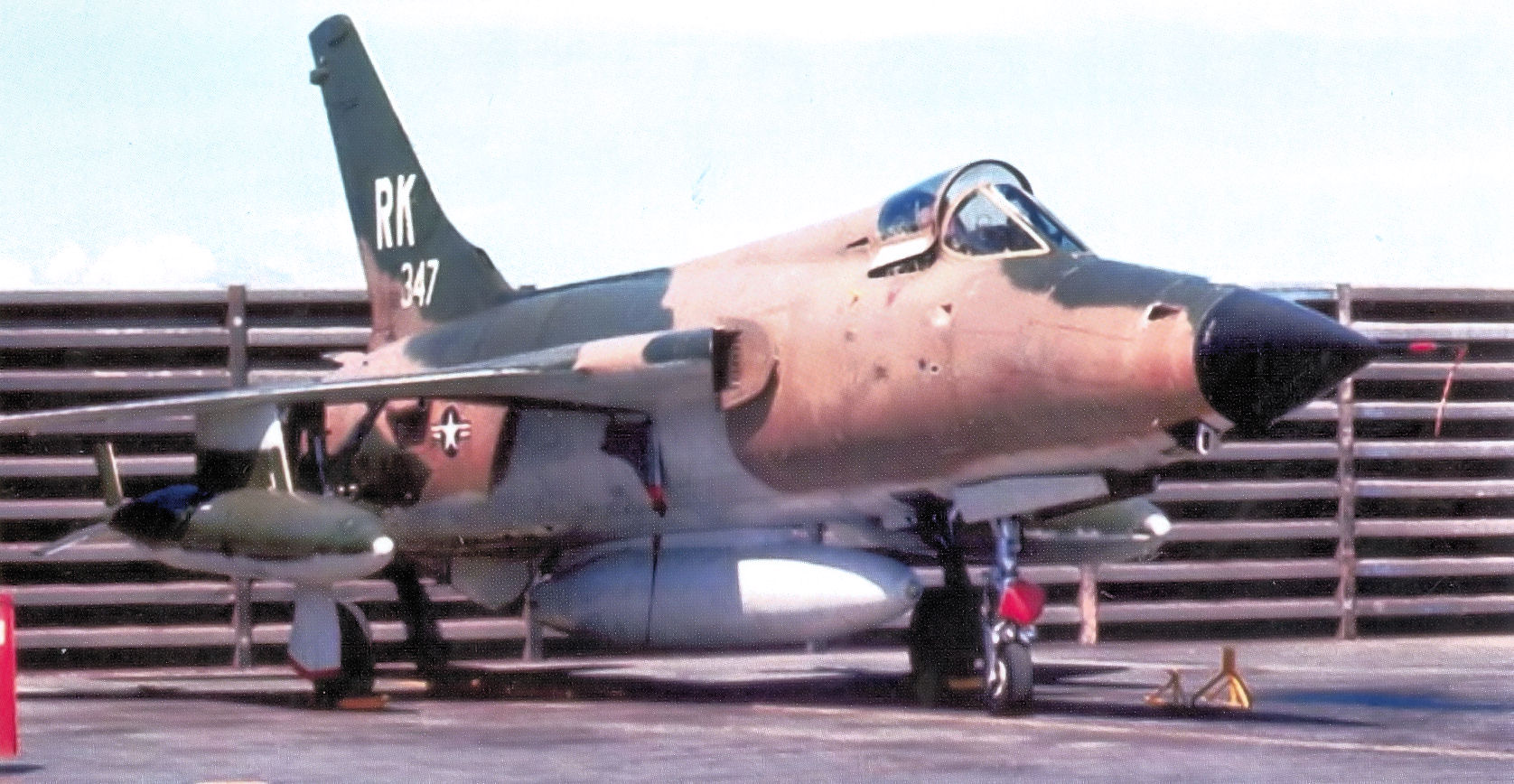
Un F-105 Thunderchief du 4th Tactical Fighter Wing.
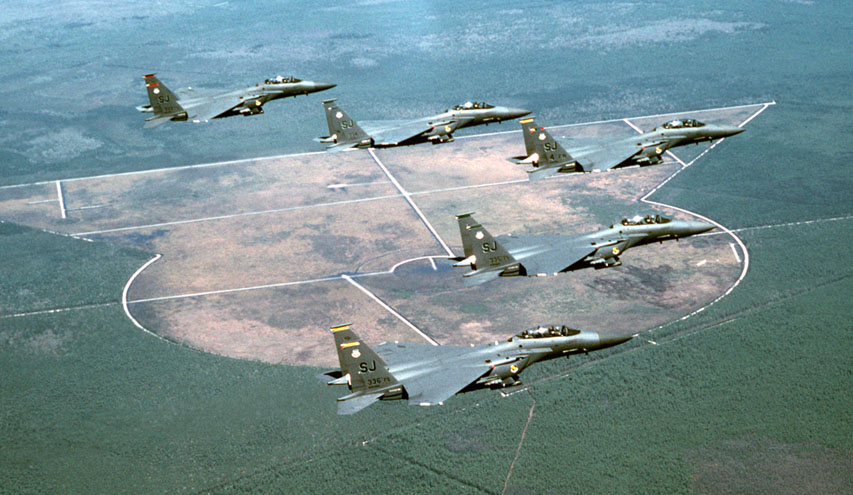
Patrouille de cinq F-15E du 4th Fighter Wing de Seymour-Johnson AFB.